# إليزافيتا موكاسي
إليزافيتا إيفانوفنا موكاسي (21 مارس 1912 - 19 سبتمبر 2009) (بالروسية: Елизаве́та Ива́новна Мукасе́й) هي جاسوسة سوفييتية كانت تحمل الاسم الرمزي إلزا (Elza). كانت رفقة زوجها ميخائيل موكاسي (الذي يحمل الاسم الرمزي Zephyr)، وشاركت في عدد من العمليات السرية في أوروبا الغربية والولايات المتحدة في الفترة من 1940 إلى 1970.
توفيت في 19 سبتمبر 2009 في موسكو عن عمر يناهز 97 عاما، وتوفي زوجها في 19 أغسطس 2008 في سن 101.

## روابط خارجية
- Елизавета Ивановна Мукасей на сайте Службы внешней разведки России